# Thelypteris poiteana
Thelypteris poiteana là một loài thực vật có mạch trong họ Thelypteridaceae. Loài này được (Bory) Proctor miêu tả khoa học đầu tiên năm 1953.